# فران كارنيسير
فران كارنيسير (بالإسبانية: Francisco José Carnicer Magán)‏ (30 مارس 1991 بليناريس في إسبانيا - ) هو لاعب كرة قدم إسباني في مركز الوسط. لعب مع ريال خاين ونادي لورقة ونادي ميرانديس.

## روابط خارجية
- فران كارنيسير على موقع قاعدة بيانات كرة القدم.إي يو (الإنجليزية)
- فران كارنيسير على موقع Soccerway.com (الإنجليزية)